# Ernst van Altena
Ernst Rudolf van Altena (Amsterdam, 11 dicembre 1933 – Landsmeer, 15 giugno 1999) è stato un poeta e scrittore olandese, conosciuto in particolare per le sue traduzioni di canzoni di Jacques Brel.
Van Altena è stato un traduttore molto prolifico anche di poesie e canzoni. Nel 1965, ha ricevuto il Premio Martinus Nijhoff per la sua traduzione dell'opera di François Villon. In questo stesso periodo, tradusse in olandese quasi tutto il repertorio del cantante belga Jacques Brel che gli concesse tutti i diritti d'autore esistenti e futuri sulle traduzioni dei suoi brani. Diversi traduttori olandesi (come Willem Wilmink, Lennert Nijgh, Ivo de Wijs, Peer Wittenbols) hanno così perso i loro diritti. Questo tipo di contratto è considerato unico nella storia del copyright.
A parte Brel, van Altena ha tradotto molti altri cantanti come Charles Trenet, Gilbert Bécaud, Guy Béart, Charles Aznavour, Georges Moustaki e soprattutto Georges Brassens, Secondo lui, circa 1 500 canzoni in totale.
Ha tradotto anche narrativa: Perrault, Balzac, Hugo, Daudet, Marivaux, Flaubert, Proust, Pierre Louÿs, Jean Giono, Mac Orlan, Céline Saint-Exupéry, Genet, Jacques Prévert, Boris Vian, Marguerite Duras, Raymond Queneau, Yves Simon, Queffélec ed altro.
Ha anche tradotto scrittori di lingua inglese o tedesca.
Nel 1997 ha ricevuto il premio per la traduzione letteraria dalla Comunità francese del Belgio.